# Восьмий хрестовий похід
Восьмий хрестовий похід — останній із хрестових походів на Близький Схід. Первинно задумувався як суто французький й почався влітку 1270 року на чолі з Людовіком IX. Оскільки кількість бажаючих брати в ньому участь хрестоносців була досить низькою, ідея французького походу провалилася ще на початковій стадії.

## Передумови
Восьмий хрестовий похід відомий тим, що був останньою серйозною спробою європейців вдертись у землі арабів. Шляхта вже не бажала продавати своє майно, щоб вирушити у далекі пустельні землі. Вперше керівнику хрестового походу довелось узяти на себе видатки цілком і сплачувати утримання лицарям.
Незважаючи на провал сьомого хрестового походу, який завершився полоном Людовіка IX, він не втратив зацікавлення до хрестових походів. Продовжував відправляти фінансову допомогу та військову підтримку населенню в Оремері з 1254 по 1266 рік. Хоча «хрестовий похід» брата короля Карла Анжуйського проти Гогенштауфенського королівства обох Сицилій на деякий час відволік від Палестини папську увагу, але просування Бейбарса в Сирії на початку 1260-х рр. ставало все більш тривожним для християнства. Війна Святого Сави, яка тривала між Генуєю і Венецією з 1256 року вичерпала їхні людські та фінансові ресурси. Бейбарс тим часом до 1265 року здійснив напади на Галілею і знищив собор Назарету, захопив Кесарію та Арзуф, тимчасово взяв Хайфу. Наприкінці 1266 року Людовік проінформував папу Климента IV, що має намір піти у хрестовий похід.

## Взяття хреста
Людовік офіційно взяв хрест 24 березня 1267 року на зборах своїх шляхтичів. Друга церемонія відбулася 5 червня 1267 року перед папським легатом у Нотр-Дам де Парі. Те саме зробили і три його сини. Був присутнім король Наварри Теобальд II, який також взяв хрест. Папа римський сповістив палестинських християн про новий хрестовий похід. Проте на військовій раді було вирішено йти в Туніс, який перебував під владою династії Хафсідів. Звістка в католицьких країнах була сприйнята з меншим ентузіазмом, ніж це було при сповіщенні про сьомий хрестовий похід у 1248 році, хоча ця «непопулярність», можливо, була спеціально перебільшена його основним літописцем Жаном де Жуанвіллем, який особисто був проти цього походу. Климент IV передав десяту частину доходів церкви в Наваррі Теобальду II за фінансування хрестового походу. Проповіді хрестового походу в Наваррі були здійснені францисканцями та домініканцями Памплони.

## Хід походу
Хрестовий похід мав початися відплиттям з Ег-Морта на початку літа 1270 року на генуезьких та марсельських суднах. Арагонський загін відплив з Барселони у вересні 1269 року, але потрапив у сильний шторм. Більшість вояків, яким вдалося вижити, повернулися додому, тоді як одна ескадра досягла зрештою Акри. Надто слабкі, щоб протистояти Байбарсу, вони незабаром повернулися до Арагона.
Першим планом Людовіка було висадитися на узбережжі Овремера на Кіпрі. Проте новий план, який розробили 1269 року, передбачав, що флот спочатку попливе до Тунісу. Ця зміна відбулась під впливом брата короля Карла Анжуйського, який до цього завоював Королівство обох Сицилій, і отримав би вигоду від відновлення свого традиційного впливу на Туніс. Людовик міг подумати, що Туніс є важливою базою поставок для Єгипту; Джефрі Бейлі заявив, що король вважав, що халіфа Тунісу, Мухаммада I аль-Мустансира, можна було б переконати перейти до християнства, якщо йому надали б військову підтримку.
Великий і добре організований флот під керуванням Людовіка IX відплив з Ег-Морта 1 липня 1270 року. Наступного дня другий флот під командуванням короля Наварри відплив з Марселя. Два флоти об'єдналися в Кальярі на південному узбережжі Сардинії. 14 липня французькі судна досягли берега стародавнього Карфагена. Висадившись, хрестоносці захопили вежу, яку охороняли маври, розбили неподалік табір і почали готуватись до облоги Тунісу, чекаючи сардинські війська Карла Анжуйського. Французи харчувались соленим м'ясом, вони страждали від голоду й спраги. У таборі стались спалахи хвороби, яка перебігала з гарячкою, та так званої дизентерії (найімовірніше це був амебіаз). Помер юний принц Іоанн Тристан. Невдовзі захворів і Людовік IX. Він наказав молитись за нього, а своєму спадкоємцю Філіпу дав настанову. За якийсь час Людовік IX помер.
Після його смерті до Африки прибув король обох Сицилій Карл I Анжуйський. Він привів із собою велику армію хрестоносців. Французькі та сицилійські війська спільно відтіснили маврів і підійшли до міста. Правитель Тунісу, злякавшись, відрядив послів до табору хрестоносців. 31 жовтня було укладено перемир'я. Туніс зобов'язався сплачувати данину королю Карлу I. Також християнським священикам було дозволено оселятись у місті та проповідувати у місцевих храмах.
Зворотним шляхом на хрестоносців очікувала морська буря. Загинуло чотири тисячі воїнів. Філіп III Сміливий зрештою доплив до Франції. Дорогою додому загинула і його юна королева. Засмучений монарх привіз на батьківщину останки батька, брата й дружини.

## Після походу
За якийсь час Калаун, наступник Бейбарса, вирушив війною на християнські Триполі, Лаодікею й Акру. Незабаром усі міста були взяті, а християн вигнано зі Святої землі.
Син англійського короля Генріха III ,  Едуард, прибув з англійським флотом за день до відправлення хрестоносців до Європи. Він спробував продовжити похід у Палестині. Едуард успішно просувався вперед, але невдовзі забажав повернутись до Акри, щоб навернути місцевого еміра у християнську віру. Емір відрядив до Едуарда посла, який виявився вбивцею. Той застав принца одного в кімнаті й кинувся на нього з кинджалом. Поранений у голову та руку, Едуард все ж здолав посланця. Надалі англійці стали готуватися до дев'ятого хрестового походу.